# وحدة كورشان

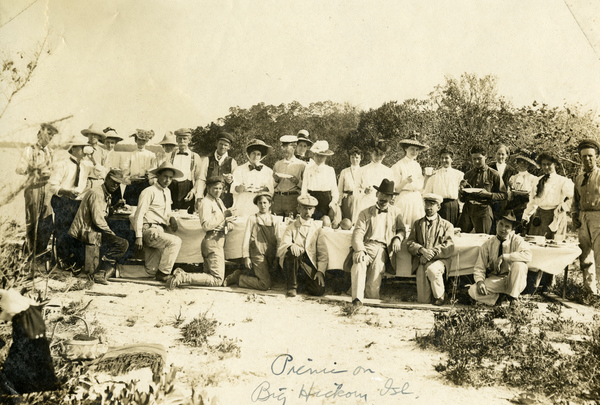
نزهة وحدة الكورشان في جزيرة بيج هيكوري.

وحدة الكورشان عبارة عن يوتوبيا جماعية أسسها سايروس تيد، وهو قريب بعيد لجوزيف سميث، مؤسس حركة قديسي الأيام الأخيرة. اتبع الكورشانيون معتقدات تيد، والتي تسمى الكوريشانية، وكان يعتبره أتباعه "المسيح الجديد الآتي إلى العالم". بعد انتقالهم من نيويورك إلى إلينوي، استقرت المجموعة في نهاية المطاف في إيسترو، فلوريدا. توفي آخر شخص اعترف رسميًا بعضويته في الكوريشان في عام 1982.

## التأسيس
بدأت وحدة الكورشان في سبعينيات القرن التاسع عشر في مدينة نيويورك، حيث بدأ تيد في التبشير بمعتقداته. اتخذ تيد اسم "كورش".
قام بتشكيل مجموعات قصيرة العمر في مدينة نيويورك ومورافيا. بعد أن وجد صعوبة في العثور على الأتباع في نيويورك، انتقل إلى شيكاغو في عام 1886. قام أتباع تيد بتشكيل بلدية في شيكاغو في عام 1888 تسمى بيث أوفرا. كما ظهرت "مجموعات الدراسة" التابعة لكورشان في بالتيمور، وبورتلاند، وسان فرانسيسكو، وسبرينجفيلد، ولين بولاية ماساتشوستس، وأماكن أخرى.

## المعتقدات
كانت وحدة كوريشان، بقيادة سايروس تيد، طائفة دينية اتبعت مبادئ العزوبة والمجتمع والمساواة لتحقيق الخلود. ووصف تيد الرب بأنه هجين من الذكر والأنثى. وبسبب هذا الاعتقاد، كان هو والطائفة ككل منفتحين للغاية على النسوية والمساواة بين الجنسين. كان الجسم الحاكم للوحدة هو المحكمة الكوكبية؛ وكانت تتألف حصريًا من النساء، باستثناء تيد كزعيم للمحكمة.
وفقًا لتيد، كانت العزوبة الكورشانية هي المبدأ التوجيهي الذي يجب على البشر أن يعيشوا به من أجل تحقيق الخلود. كان تيد يدعو إلى أن النساء عبيد في زواجهن وأن إحدى الطرق لتحريرهن كانت الانتقال إلى الجماعة وممارسة العزوبة، وهو ما كان جذابًا للغاية لبعض النساء في ذلك الوقت.
ندد تيد بالنزعة التجارية وتمنى أن تتجنب الوحدة الملكية الشخصية. ومع ذلك، فقد أظهرت الأبحاث الأثرية أن بعض الأعضاء احتفظوا بتذكارات خاصة، مما يدل على أنه حتى لو دعا الكوريشانيون إلى الملكية الجماعية، فإن بعض الأماكن أو الأشياء كانت محظورة. وكان معروفًا أيضًا أن المجموعة تبيع البضائع الزائدة للسكان المحليين الذين يعيشون خارج البلدية.
كما آمنت الوحدة أيضًا بالأرض المجوفة المقعرة. لقد ظنوا أن العالم يقع داخل القشرة الأرضية وأن السماء تقع داخل الأرض. تضمنت أدلة تيد على هذه الادعاءات جهازًا اخترعه يسمى "Rectilineator"، والذي يمكنه قياس التقعر المفترض لسطح الأرض.